# Dry Blackthorn Cup
Dry Blackthorn Cup — пригласительный снукерный турнир, проходивший только один раз — в 1977 году в Англии.
Этот турнир был примечателен тем, что стал первым, проводившимся в конференц-центре Уэмбли (позднее в этом месте стали проходить матчи Мастерс). Идея проведения такого соревнования принадлежала Майку Барретту — человеку, активно продвигавшему бокс. Dry Blackthorn Cup был «однодневным» турниром, в котором приняли участие всего четыре снукериста, а победителем стал Пэтси Фэйган.
В следующем году Барретт организовал ещё один подобный турнир — Champion of Champions. 

## Победители
| Год  | Победитель   | Финалист      | Счёт | Приз победителю | Спонсор        |
| ---- | ------------ | ------------- | ---- | --------------- | -------------- |
| 1977 | Пэтси Фэйган | Алекс Хиггинс | 4:2  | £ 2 000         | Dry Blackthorn |